# Interfixe
En linguistique, un interfixe est un type d'affixe dépourvu de sens (valeur sémantique) qui s'intercale entre deux morphèmes.
Il se distingue d'un :
- infixe, qui s'intercale à l'intérieur d'un même morphème
- suffixe, qui possède généralement un contenu sémantique interagissant avec celui du thème morphologique qui le précède et après lequel il s'attache.

Exemple d'interfixes en français : fermeture, obscurantisme, puisatier, sauvetage, tournicoter. (Roché 2005)
L'interfixe intervient notamment dans la formation des mots composés de certaines langues :
- en allemand : Arbeitszimmer « cabinet de travail, bureau » (à comparer à Arbeitgeber « employeur » ou Schlafzimmer « chambre à coucher », sans interfixe) ;
- en suédois : kvinnoarbete « travail des femmes » ;
- en slovaque : životopis « biographie », zemetrasenie « tremblement de terre ».

Des éléments comparables se retrouvent en français dans la dérivation savante par composition de racines grecques et latines : altimètre, chimiothérapie.
Les langues romanes font souvent usage d'interfixes dans la formation des diminutifs, par exemple :
- en italien : volta « fois » → volticina, voltarella, volticella
- en espagnol : pueblo « village » → pueblecito, pueblecillo. (Kilani-Schoch & Dressler 2005, p. 75)